# Kiva (organizacja)
Kiva Microfunds – organizacja pozwalająca ludziom z całego świata udzielać nieoprocentowanych mikrokredytów drobnym przedsiębiorcom z krajów rozwijających się. Kiva jest pozarządową organizacją typu non-profit z siedzibą w San Francisco w USA. Funkcjonuje dzięki dotacjom od użytkowników i darmowej pomocy świadczonej przez firmy partnerskie.

## Działalność
Kiva nawiązuje kontakt z lokalnymi funduszami pożyczkowymi, zwanymi „partnerami polowymi”. Są oni uprawnieni do publikowania sylwetek potencjalnych kredytobiorców na oficjalnej stronie organizacji. Pożyczkodawcy, przeglądając opublikowane portfolia, mogą zadecydować, komu powierzają swoje pieniądze. Kiva gromadzi fundusze od wielu pożyczkodawców, a następnie przekazuje je partnerowi polowemu, który zobowiązany jest do przekazania ich pożyczkobiorcy, a następnie do zwracania spłacanych przez niego rat.
Kiedy pożyczkodawca otrzyma z powrotem swoje pieniądze, może wypłacić je lub przekazać kolejnemu pożyczkobiorcy.
Przekaz pieniędzy odbywa się za pośrednictwem systemu firmy PayPal, która nie pobiera od tych transakcji żadnej prowizji. Możliwe jest także dokonanie płatności bez zakładania konta w serwisie PayPal, jednakże w takim przypadku niemożliwe będzie wycofanie pieniędzy.
Partnerzy polowi mają prawo pobierać prowizje od kredytu. Kiva współpracuje tylko z tymi funduszami, które oferują niskie oprocentowanie w porównaniu do lokalnych banków. Stawki każdego z funduszy są publikowane na stronie informacyjnej.

## Historia
Kiva została założona w 2005 roku przez Matta i Jessikę Flannery, zainspirowanych wykładem Muhammada Yunusa, założyciela Grameen Bank i późniejszego laureata Pokojowej Nagrody Nobla. Jessika pracowała wtedy w Stanford Business School, gdzie miał miejsce wykład. Niedługo potem rozpoczęła pracę w organizacji charytatywnej Village Enterprise Fund, wspomagającej rozwój drobnego biznesu w krajach wschodniej Afryki. Matt, odwiedzając żonę, wypytywał lokalnych przedsiębiorców na temat przeszkód w rozwoju działalności. Okazało się, że jednym z częściej wymienianych problemów był brak dostępu do kapitału początkowego. Po powrocie z Afryki oboje poświęcili się pracy nad projektem mikrokredytów, który ostatecznie otrzymał nazwę Kiva, co w języku suahili oznacza „jedność”.

## Statystyki
Dane z dnia 2 marca 2014
| Łączna suma udzielonych kredytów                      | 536 105 250 USD |
| Liczba pożyczkodawców                                 | 1 077 538       |
| Liczba udzielonych pożyczek                           | 676 547         |
| Liczba partnerów polowych                             | 242             |
| Liczba krajów obsługiwanych przez partnerów polowych  | 73              |
| Odsetek spłaconych pożyczek                           | 98.97%          |
| Średnia kwota kredytu                                 | 415,24 USD      |
| Średnia liczba pożyczek udzielonych przez jedną osobę | 10,18           |

## Kontrowersje
Muhammad Yunus stwierdził, że oprocentowanie pożyczki powyżej 15% jest wygórowane i nawet powinno być karalne. Tymczasem część funduszy pożyczkowych współpracujących z Kivą przekracza ten poziom oprocentowania.
Kiva broni swojego stanowiska, argumentując że wysokie stawki są i tak znacznie niższe niż w innych lokalnych instytucjach oferujących kredyty (np. w bankach). Ponadto „koszt udzielenia mikrokredytu w krajach rozwijających się jest znacznie wyższy niż na Zachodzie”. Wlicza się w to brak sprawnych mechanizmów weryfikacji pożyczkobiorcy, konieczność osobistych wizyt i obrotu gotówką oraz małe kwoty kredytu, w stosunku do których poniesione koszty są wysokim odsetkiem.
Dotychczas w latach 2008–2009 w pięciu funduszach pożyczkowych wykryto poważne nieprawidłowości. Weryfikacja przeprowadzona przez Kivę wykazała, że pożyczkobiorcy nie otrzymywali pełnej sumy kredytu lub faktyczne oprocentowanie było znacznie wyższe niż oficjalnie podawane do wiadomości. Takie przypadki kończyły współpracę Kivy z naruszającym regulamin partnerem. Nie udało się odzyskać wszystkich pożyczonych pieniędzy w przypadku trzech organizacji:
- Supporting Enterprises for Economic Development (SEED Development Group)[8]
- Women’s Economic Empowerment Consort (WEEC)[9]
- MIFEX[10].